# Chiesa di Santa Maria della Vita

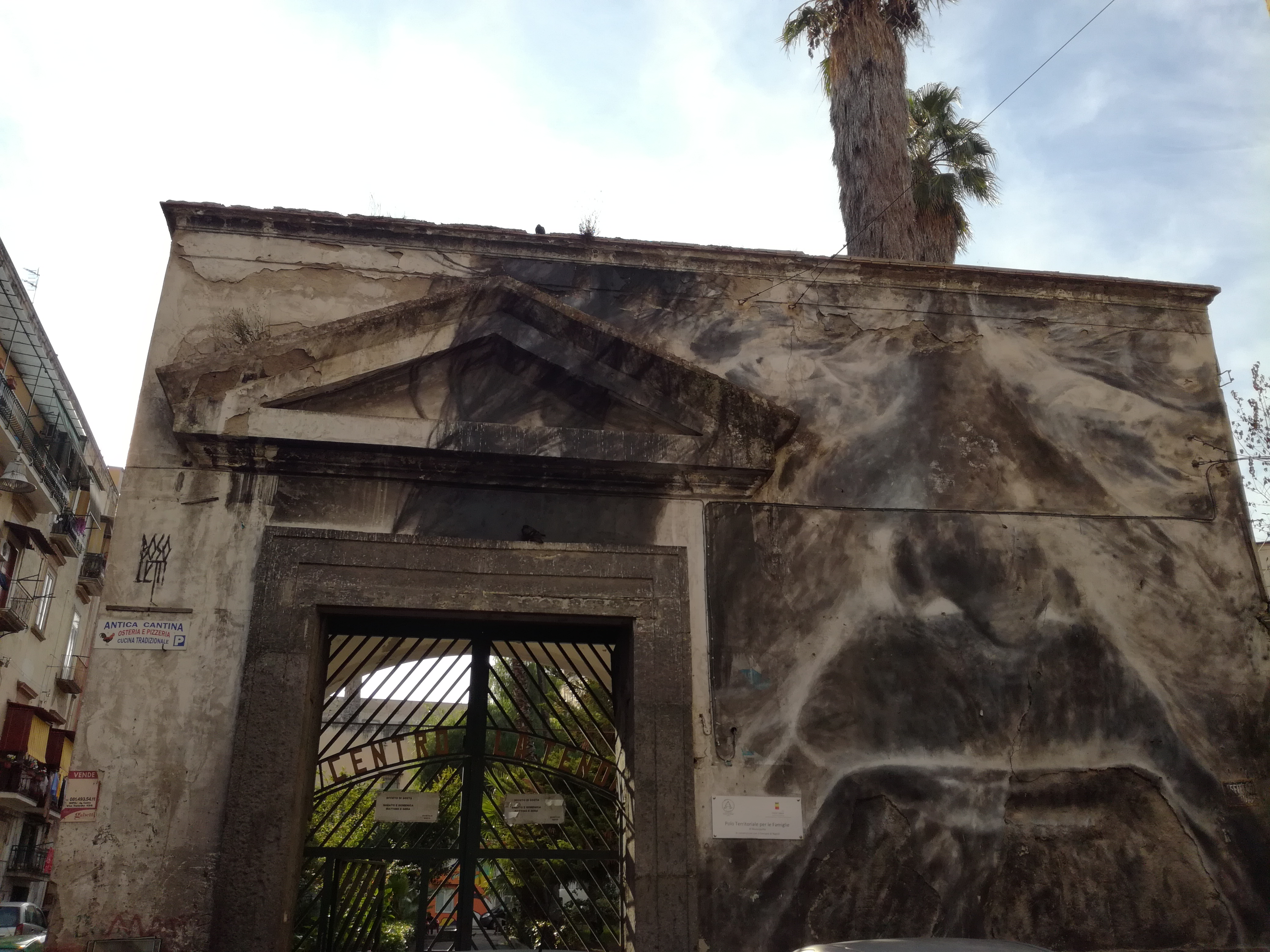
Ingresso al complesso

La chiesa di Santa Maria della Vita è un edificio sacro di Napoli, ubicato in via della Sanità, sito nel centro storico, facente parte dell'omonimo monastero del XVI secolo.

## Storia
Nel 1577 il frate carmelitano Andrea Vaccaro (nelle fonti più antiche indicato come Baccario) insieme ad altri confratelli eresse una chiesa in un terreno donato da Ottaviano Suardo, sul luogo dove sorgeva una chiesa paleocristiana sotterranea dedicata a San Vito. Cesare D'Engenio Caracciolo riferisce che la denominazione Santa Maria della Vita deriverebbe dal fatto che la vita nella zona comportava per i frati maggiori spese; tuttavia l'opinione più accettata (peraltro citata anche dallo stesso Caracciolo) è che Vita alluderebbe al santo titolare della primitiva chiesa.
Già agli inizi del XVII secolo l'edificio presentava una propria identità urbanistica all'interno della Sanità. Alla fine del secolo furono eseguiti lavori di ammodernamento e ampliamento causati dalle infiltrazioni. Nel frattempo, la Masseria Ramirez concesse alcuni terreni per l'espansione del convento ed i due complessi furono così divisi da un muro di confine eretto dai religiosi; poi furono realizzati il transetto, l'abside e furono ridotte le dimensioni delle cappelle.
Nel Settecento il convento subì ulteriori rinnovi con Giovan Battista Nauclerio e Giuseppe Scarola; nel dicembre 1806 durante il decennio francese la struttura fu confiscata ai carmelitani e ceduta nel 1807 a Giovanni Poulard-Prad, che implementò nel convento una fabbrica di porcellane. La chiesa divenne addirittura una fabbrica di candele di sego.
Nel 1834 la fabbrica di porcellane chiuse, così il convento fu comprato dallo Stato borbonico per farne un ospedale, nel 1836 passò all'Albergo dei Poveri che lo adoperò per ricoverarvi i malati di colera. Anche dopo la fine dell'epidemia il convento, che venne restaurato, mantenne la funzione di ospedale, destinato alle donne e gestito dalle suore della Carità, mentre nel secondo dopoguerra fu denominato ospedale San Camillo. Negli anni novanta del XX secolo l'ospedale fu chiuso e fu sostituito da un centro per il recupero dei tossicodipendenti.
Anche la chiesa venne restaurata nell'ambito della trasformazione del convento a ospedale femminile, riaperta al culto nel 1930, ma fu di nuovo chiusa nel 1969.

## La chiesa
La chiesa è frutto dell'intervento settecentesco del Nauclerio e dello Scarola, con la decorazione in marmo commesso e pareti intonacate a stucco.
La facciata è inclusa all'interno del muro di clausura e quindi non s'intravede dalla strada.
L'interno è a croce latina, con tre cappelle per lato; la volta è costolonata, le coperture delle cappelle sono anch'esse in muratura ed infine la cupola risulta essere estradossata.
Dal punto di vista artistico la chiesa possiede un pavimento in maiolica del XVIII secolo, mentre l'altare maggiore, coevo agli interventi barocchi, è in commessa marmorea; quest'ultimo, si trova in una posizione rialzata rispetto alla navata. Inoltre, all'interno erano collocati dipinti come il San Sebastiano curato da Sant'Irene di Paolo De Matteis e  la Madonna in gloria con i santi Giovanni Battista e Francesco d'Assisi di Teodoro d'Errico, oggi esposti nel Museo Diocesano. Alcune fonti citano la presenza anche di opere di Luca Giordano e Domenico Antonio Vaccaro, ma non ci sono riscontri riguardo la loro attuale sopravvivenza (magari anche nei depositi della Sovrintendenza).
La struttura ha subito vari rastrellamenti, in particolare, l'altare maggiore è privo di alcune parti marmoree.

## Il convento
Il convento venne eretto nel 1577 contemporaneamente alla chiesa e ha subito anch'esso i numerosi rimaneggiamenti barocchi tra il XVII secolo e il XVIII secolo e un restauro intorno al 1836.
Il convento è a pianta quadrata con decorazioni in piperno, stucco e pavimento in ceramica; i corpi di fabbrica si elevano per tre piani e hanno balconate sporgenti in piperno. Al centro è presente un chiostro di sette arcate per sei che racchiude un giardino, articolato per mezzo di pilastri ed archi in muratura, senza alcuna decorazione.
Il convento con l'annesso chiostro è stato adoperato come ambientazione della miniserie televisiva 'O professore.

## La torre dell'orologio
La torre è posizionata a sud-ovest del chiostro. Essa venne realizzata in un primo momento nel 1629 e rifatta prima del 1680.
Si eleva per cinque piani ed ha una pianta rettangolare; presenta marcapiani, finestre sormontate da timpani e, all'ultimo piano, dove è allocato l'orologio, ci sono lesene ad angolo. Alla sommità si trova un piccolo campanile.
Attualmente la torre è in cattivo stato di conservazione a causa della presenza di piante infestanti e dell'incuria degli stucchi dei cornicioni e delle decorazioni.

## Le catacombe
Si ritiene che al di sotto della struttura conventuale siano situate le catacombe di San Vito (dette anche catacombe della Vita), la cui testimonianza ci è pervenuta dal canonico Carlo Celano nel XVII secolo. Tuttavia del sito si sono perse le tracce e ogni tentativo di individuarla finora è stato vano.